# Dreptul persoanelor
Dreptul persoanelor este o ramură a Dreptului patern care are ca obiectiv persoana în sine încă de la naștere, modificările și extinderile situațiilor juridice care o afectează.

## Conceptul juridic de persoană
În mod tradițional, se consideră a fi persoană orice subiect al drepturilor și al obligațiilor. Această definiție nu include doar ființele umane, cele numite de materia juridică și persoane naturale sau persoane fizice, ci și entitățile abstracte care, nefiind ființe umane, sunt conformate de acestea și se numesc persoane juridice.

#### Principiul existenței persoanelor
Nașterea unei persoane stabilește începutul existenței sale juridice și, prin urmare, aceasta este deja considerată subiect al drepturilor și al obligațiilor. Dacă fătul/embrionul moare în pântecele mamei sale, acesta va fi considerat ca și cum nu ar fi existat vreodată, deci nu va constitui nașterea unor situații juridice.

#### Domiciliul
Domiciliul este un aspect important în ceea ce privește persoanele, întrucât reprezintă locul de rezidență al oricărui subiect, acompaniat de intenția reală sau prezumtivă de a locui acolo. În ceea ce privește intenția unei persoane de a locui în rezidența sa, aceasta poate fi stabilită în mod real sau prezumtiv, fiind reală atunci când intenția persoanei este cunoscută în mod declarat, de exemplu atunci când o persoană locuiește ani îndelungați în rezidența sa împreună cu rudele ei; și poate fi prezumtivă atunci când materia juridică presupune că acela i-ar fi domiciliul respectivei persoane, de exemplu dacă o persoană își deschide o afacere sau își stabilește locul de muncă într-o anume localitate, acel loc va fi considerat potrivit legii ca și cum ar fi domiciliul său legal. Legea are stabilite anumite ipoteze in baza cărora poate considera ca prezumtiv domiciliul unei persoane.

#### Sfârșitul existenței persoanelor
În dreptul civil, existența persoanelor se încheie odată cu decesul lor sau odată cu declararea decesului lor.

## Dreptul persoanelor în cadrul legislației

### În Bolivia
În structura dreptului civil spaniol, care reglementează următoarele aspecte:
1. Norme juridice, domeniu de aplicare și efecte.
2. Limitarea sferei de putere a persoanelor și relația acestora cu un grup special de persoane din rațiuni de legături biologice sau adoptive.
3. Categoriile de bunuri care pot fi obiect de trafic juridic, precum și clasele și structurile de putere pe care persoanele le pot deține asupra acestor bunuri. De asemenea, regulile de transmitere a bunurilor ca urmare a dispariției unei persoane (moștenire).

Identificăm instituțiile istorice care reglementează Dreptul civil:
1. Persoana însăși considerată, ca subiect de drept, fără vreun atribut adăugat (cetățean, comerciant... etc).
2. Familia în măsura în care se referă la un grup uman de bază care necesită o reglementare juridică specifică care să cuprindă drepturile și îndatoririle reciproce dintre membrii săi și între aceștia și restul comunității.
3. Patrimoniul (ansamblu de bunuri, drepturi și obligații al oricărei persoane care deține capacitatea de a dobândi și transmite bunuri). De asemenea instrumentele necesare interschimbului lor economic și transmiterii către rude prin moștenire etc.

Dreptul civil rămâne definit ca: „dreptul personalității private, care se dezvoltă prin intermediul familiei, servindu-se de un patrimoniu pentru scopurile sale proprii si asigurându-i continuitatea prin intermediul conceptului moștenire”.

### În Mexic
Articolul 1 . - Subiectul de Drept
Persoana umană este subiect de Drept încă de la naștere.
Viața umană începe deodată cu concepția. Persoana concepută este subiect de Drept pentru tot ceea ce o favorizează. Atribuirea drepturilor patrimoniale este condiționată de rămânerea ei în viață după naștere.
Articolul 2 . - Recunoașterea sarcinii sau a nașterii efective.
Femeia poate solicita in mod judiciar recunoașterea sarcinii sau a efectivei nașteri, cu citarea persoanelor care au interes în acea naștere.
„Solicitarea se soluționează ca probă anticipată, cu citarea persoanelor indicate de solicitant sau după criteriile judecătorului, putând avea drepturi care le pot rezulta afectate. Judecătorul poate dispune din oficiu efectuarea probelor pe care le consideră pertinente. În acest tip de proces nu se permite opoziție.”
Articolul 3 . - Capacitate de folosință
Orice persoană se bucură de drepturi civile, în afara excepțiilor expres stabilite prin lege.
Articolul 4 . - Egalitatea între bărbați și femei în cadrul folosirii și exercitării drepturilor lor
Atât bărbatul cât și femeia sunt dotați de materia juridică cu capacitate juridică egală de a se bucura și de a exercita drepturile civile.
Articolul 5 . - Drepturile persoanei umane
Dreptul la viață, la integritate fizică, la libertate, onoare și la altele inerente persoanei umane sunt inalienabile și nu pot fi obiect al cesiunii. Exercitarea acestora nu pot suferi vreo limitare voluntară, cu excepția celor prevăzute la articolul 6.
Articolul 6 . - Acte privind dispoziția de propriului corp
Actele privind dispunerea de propriul corp sunt interzise atunci când ele determină o scădere permanentă a integrității fizice sau când sunt în vreun fel contrare ordinii publice sau al bunelor obiceiuri. Cu toate acestea, ele sunt valide dacă cerința lor corespunde unei stări de necesitate, medicală sau chirurgicală, sau dacă sunt inspirate de motive umanitare.
Actele de dispoziție sau de folosire a organelor si țesuturilor de ființe umane sunt reglementate de legea în materie.
Articolul 7 . - Donarea de organe sau de țesuturi
Donarea de părți ale corpului sau de organe sau de țesuturi care nu se regenerează nu trebuie să afecteze grav sănătatea sau să reducă semnificativ durata de viață a donatorului. O astfel de dispoziție este supusă acordului expres scris al donatorului.
Articolul 8 . - Dispunerea de corp Post mortem⁠(d)
Este valabil actul prin care o persoană dispune în mod altruist de tot sau de o parte a corpului său pentru a fi folosit, după moartea sa, în scopuri de interes social sau pentru prelungirea vieții umane.
Prevederea favorizează numai persoana desemnată ca beneficiar sau instituțiile științifice, educaționale, spitalicești sau bănci de organe sau de țesuturi care nu au ca scop beneficiul economic.
Articolul 9 . - Revocarea donării corpului uman
Este revocabil, înainte de consumarea sa, actul prin care o persoană în viață dispune de o parte din corpul său, în conformitate cu articolul 6. Este revocabil și actul prin care persoana dispune, pentru după moartea sa, de donarea completă sau de donarea parțială a corpului său.
Revocarea nu dă naștere la exercitarea vreunei acțiuni.
Articolul 10 . - Dispunerea de cadavre
Șeful unității sanitare sau al serviciului de necropsie în care se găsește un cadavru poate dispune de o parte din acesta pentru conservarea sau prelungirea vieții umane, cu cunoștințele prealabile ale rudelor prevăzute la articolul 13. Dispoziția nu procedează dacă există opoziție din partea acestora, manifestată în termenul, împrejurările și responsabilitățile stabilite de legea în materie.
Aceiași funcționari pot dispune de cadavrul neidentificat sau abandonat, în sensul articolului 8, în condițiile legislației în materie.
Articolul 11 . - Validitatea obligației de supunere la un control medical
Sunt valide prevederile prin care o persoană este obligată să se supună unui control medical, cu condiția ca păstrarea sănătății sau a aptitudinii psihice sau fizice a acesteia să fie un motiv determinant al acelui raport contractual.
Articolul 12 . - Inaplicabilitatea contractelor periculoase pentru persoană
Contractele al căror scop este săvârșirea unor acte excepțional de periculoase pentru viața sau integritatea fizică a unei persoane nu sunt executorii, cu excepția cazului în care corespund activității lor obișnuite și se adoptă măsurile de precauție și de securitate corespunzătoare respectivelor circumstanțe.
Articolul 13 . - Acte funerare
În lipsa unei declarații făcute în viață, revine soțului/soției defunctului, descendenților, ascendenților sau fraților acestora, în exclusivitate și în această ordine, să se pronunțe asupra autopsiei, incinerării și înmormântării, fără a aduce atingere reglementărilor de ordine publică în vigoare. .
Articolul 14 . - Dreptul la intimitate personală și familială
Intimitatea vieții personale și de familie nu poate fi dezvăluită fără acordul persoanei sau, dacă persoana a decedat, fără cel al soțului/soției, descendenților, ascendenților sau fraților acesteia, exclusiv și în această ordine.
Articolul 15 . - Dreptul la imagine și voce
Imaginea și vocea unei persoane nu pot fi folosite fără autorizarea expresă a acesteia sau, dacă aceasta a decedat, fără acordul soțului/soției, descendenților, ascendenților sau fraților acesteia, exclusiv și în această ordine.
Consimțământul menționat nu este necesar atunci când utilizarea imaginii și a vocii este justificată de notorietatea persoanei, de funcția deținută, de fapte de importanță sau de interes public ori din motive de natură științifică, didactică sau culturală întotdeauna ce se relaționează cu evenimente sau ceremonii de interes general care se celebrează in public.
Aceste excepții nu se aplică atunci când utilizarea imaginii sau a vocii încalcă onoarea, decorul⁠(d) sau reputația persoanei căreia îi corespund.
Articolul 16. - Confidențialitatea corespondenței și a celorlalte comunicări
Corespondența epistolară, comunicările de orice fel sau înregistrările vocale, atunci când sunt de natură confidențială sau se referă la intimitatea vieții personale și de familie, nu pot fi interceptate sau dezvăluite fără acordul autorului și, după caz, al destinatarului. Publicarea memoriilor personale sau de familie, în aceleași împrejurări, necesită autorizare din partea autorului.
Odată decedați autorul sau destinatarul, după caz, revine moștenitorilor dreptul de a acorda respectivul consimțământ. Dacă nu există un acord între moștenitori, va decide judecătorul.
Interzicerea publicării postume făcută de autor sau destinatar nu se poate prelungi peste cincizeci de ani de la moartea acestuia.
Articolul 17 . - Apărarea drepturilor persoanei
Încălcarea oricăruia dintre drepturile persoanei la care se referă prezentul titlu, conferă victimei sau moștenitorilor acesteia dreptul de a cere încetarea acelor fapte vătămătoare.
Responsabilitatea este solidară.
Articolul 18 . - Protecția drepturilor de autor și/sau de inventator
Drepturile de autor si/sau de inventator, indiferent de forma sau modul de exprimare a operei sale, se bucură de ocrotire juridică în conformitate cu legea în materie.

### În Bolivia
PERSOANA CA MEMBRU AL STATULUI
TITLUL ÎNTÂI
DREPTURILE ȘI OBLIGAȚIILE FUNDAMENTALE ALE PERSOANEI
ARTICOLUL 5. - Nu este recunoscută juridic nici un fel de servitute și nimeni nu poate fi obligat să presteze muncă personală fără deplinul sau acord și fără o echitabilă remunerație. Serviciile personale pot fi solicitate numai atunci când acest lucru este stabilit prin lege.
ARTICOLUL 6. -
Orice ființă umană are personalitate și capacitate juridică, în conformitate cu legile. Se bucură de drepturile, libertățile și garanțiile recunoscute de prezenta Constituție, fără deosebire de rasă, sex, limbă, religie, opinie politică sau de altă natură, origine, condiție economică sau socială sau orice alta.
1. Demnitatea și libertatea persoanei sunt inviolabile. Respectarea și protejarea acestora este datoria primordială a Statului.

ARTICOLUL 7. - Orice persoană are următoarele drepturi fundamentale, în conformitate cu legile care reglementează exercitarea lor:
1. Dreptul la viață, sănătate și securitate socială;
2. Dreptul de a emite liber ideile și opiniile prin orice mijloc de difuzare;
3. Dreptul de a se întâlni și de a se asocia în scopuri licite;
4. Dreptul de acces neîngrădit la muncă și dreptul de a se dedica comerțului, industriei sau oricărei alte activități licite, în condiții care să nu prejudicieze bunul colectiv;
5. Dreptul de a primi instruire și de a dobândi cultură;
6. Dreptul de a preda sub autorizarea Statului;
7. Dreptul de a intra, de a rămâne, de a tranzita și de a părăsi teritoriul național;
8. Dreptul de a formula, individual sau colectiv, petiții;
9. Dreptul la proprietate privată, individuală sau colectivă, atâta timp cât îndeplinește o funcție socială;
10. Dreptul la o remunerație echitabilă pentru munca sa care să-i asigure lui și familiei sale o existență demnă de ființa umană;
11. Dreptul la securitate socială, în modul stabilit de prezenta Constituție și de legi.

ARTICOLUL 8. - Fiecare persoană are următoarele îndatoriri fundamentale:
1. Dreptul de a respecta și îndeplini prevederile Constituției și ale legilor țării.
2. Dreptul de a lucra, după capacitatea și posibilitățile lor, în activități utile din punct de vedere social.
3. Dreptul a dobândi cel puțin studii generale bazice.
4. Dreptul de a contribui, proporțional cu capacitatea lor economică, la întreținerea serviciilor publice.
5. Dreptul de a-și asista, alimenta și educa copiii minori, precum și de a-și proteja și a-și ajute părinții atunci când aceștia se află într-o situație de boală, de mizerie sau de neputință.
6. Dreptul de a presta serviciile civile și militare de care Națiunea are nevoie pentru dezvoltarea, apărarea și conservarea sa.
7. Dreptul de a coopera cu organele de Stat și cu comunitatea în serviciul și securitatea socială.
8. Dreptul de a apăra și proteja bunurile și interesele colectivității.